# Ellinge Sogn

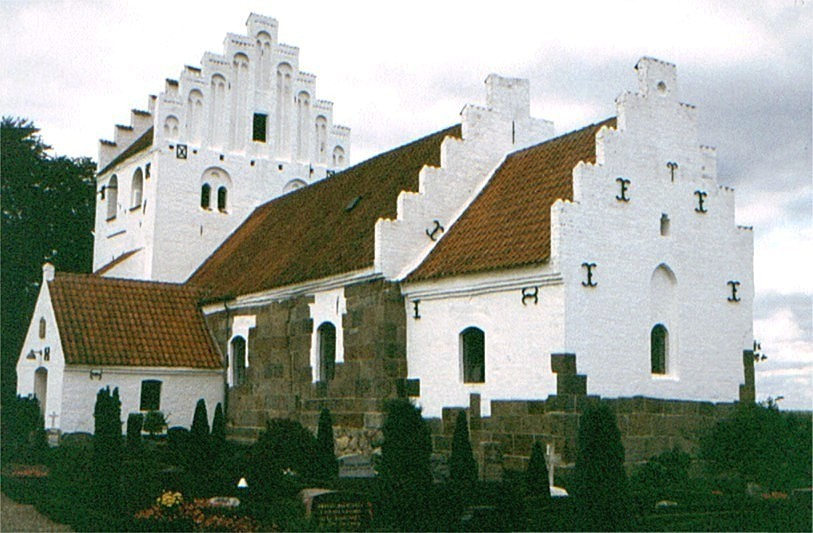
Ellinge Kirke

Ellinge Sogn ist eine Kirchspielsgemeinde (dän.: Sogn)
auf der Insel Fyn (dt.: Fünen) im südlichen Dänemark.
Bis 1970 gehörte sie zur Harde Vindinge Herred im damaligen Svendborg Amt, danach zur Ullerslev Kommune im
Fyns Amt, die im Zuge der  Kommunalreform zum 1. Januar 2007 in der
Nyborg Kommune in der Region Syddanmark aufgegangen ist.
Im Kirchspiel leben 440 Einwohner, davon 228 im Kirchdorf (Stand: 1. Januar 2023).
Im Kirchspiel liegt die Kirche „Ellinge Kirke“.
Nachbargemeinden sind im Nordosten Skellerup Sogn, im Osten Kullerup Sogn, im Südosten Refsvindinge Sogn und im Süden Herrested Sogn, ferner in der westlich gelegenen Faaborg-Midtfyn Kommune Rolfsted Sogn und in der nördlich gelegenen Kerteminde Kommune Rønninge Sogn.